# Nejlepší nahrávač na ZOH
Nejlepší nahrávač ZOH je udělované ocenění pro hráče s největším počtem asistencí na ZOH.
| Rok                         | Vítěz                                            | Počet        |
| ZOH 1968                    | Vladimir Vikulov                                 | 10 asistencí |
| ZOH 1972                    | Valerij Charlamov                                | 6 asistencí  |
| ZOH 1976                    | Valerij Charlamov Viktor Šalimov Erich Kühnhackl | 5 asistencí  |
| ZOH 1980                    | Milan Nový                                       | 8 asistencí  |
| ZOH 1984                    | Vjačeslav Fetisov                                | 8 asistencí  |
| ZOH 1988                    | Vjačeslav Fetisov                                | 9 asistencí' |
| ZOH 1992                    | Joe Juneau                                       | 9 asistencí  |
| ZOH 1994                    | Žigmund Pálffy                                   | 7 asistencí  |
| ZOH 1998                    | Saku Koivu                                       | 8 asistencí  |
| ZOH 2002                    | Mike Modano                                      | 6 asistencí  |
| ZOH 2006                    | Saku Koivu                                       | 8 asistencí  |
| ZOH 2010                    | Pavol Demitra Jonathan Toews                     | 7 asistencí  |
| ZOH 2014                    | James van Riemsdyk                               | 6 asistencí  |
| ZOH 2018                    | Nikita Gusev                                     | 8 asistencí  |
| ZOH 2022                    | Nikita Gusev                                     | 6 asistencí  |
| Zdroj na eliteprospects.com |                                                  |              |